# Pindos och Moglena

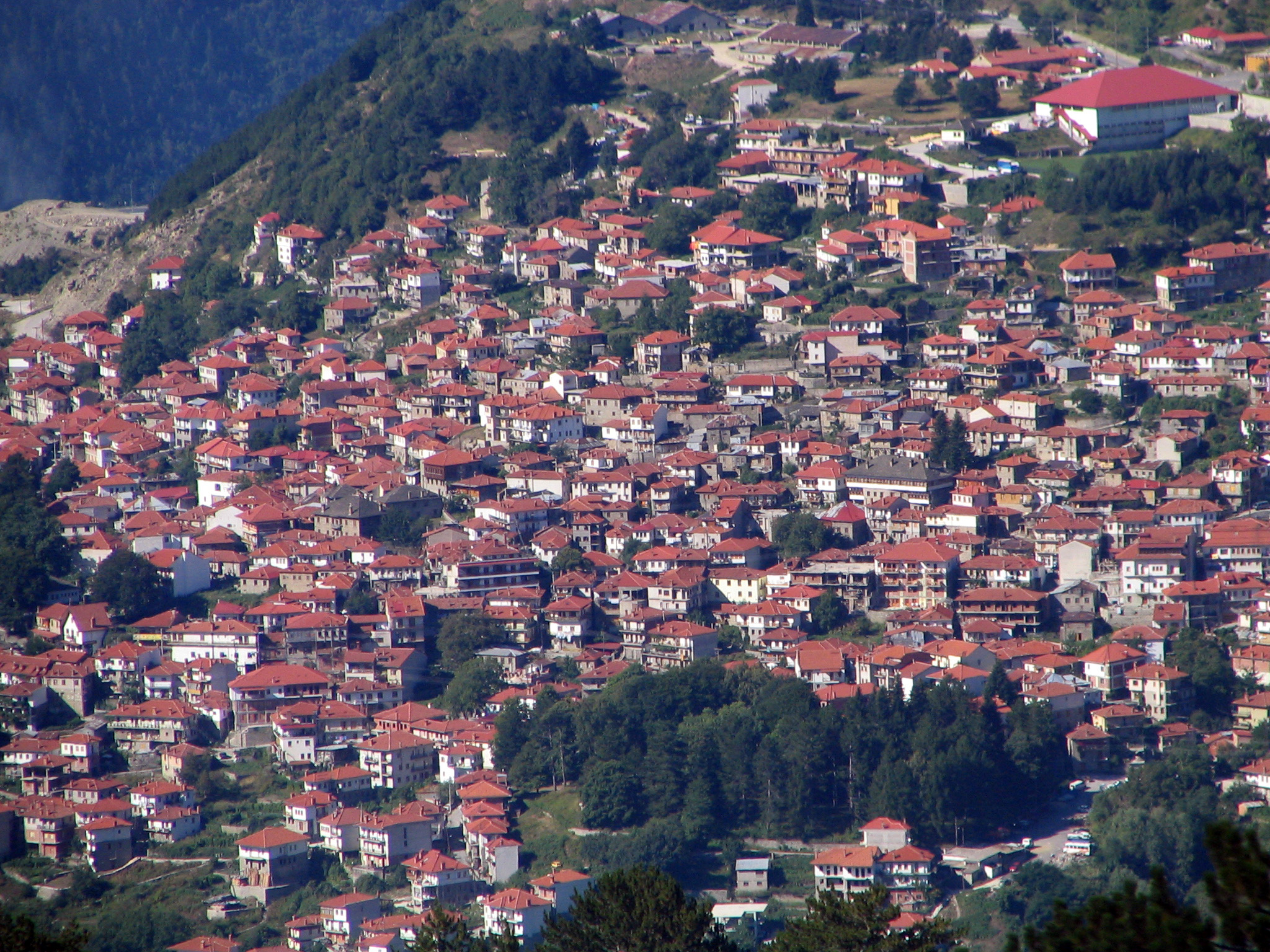
Metsovo i augusti 2006

Furstendömet Pindos och Moglena (också Pindo eller Pindus, respektive Meglen eller Karacova; på arumänska Principatu di la Pind) var en föreslagen autonom stat som skulle ha upprättats, med hjälp av de fascistiska regimerna i Italien och Bulgarien, i Pindosbergen i nordvästra Grekland och södra Jugoslavien under andra världskriget; Pindosregionen omfattar även delar av dagens Albanien och Nordmakedonien. 
Den lilla furstendömet utropades under Italiens ockupation av norra Grekland på sommaren 1941 såsom de etniska arumänernas och meglenorumänernas fosterland, och kallades för Principato del Pindo av italienarna. Huvudstaden var Metsovo (Aminciu på arumänska), fast parlamentet fanns i Trikala.

## Historia
Den förste fursten, Alciviade Diamandi (Alkividadis), var den arumänske ledaren för separatistorganisationen Romerska legionen. 1942 erbjöd en fraktion av Den inre makedoniska revolutionära organisationen (VMRO) Makedoniens tron till Alkividadis; det finns inga belägg huruvida han antog erbjudandet. Alkividadis var beskyddare av de fria konsterna och själv en amatörskulptör. Han lämnade furstendömet 1942 för att fly till Rumänien. Efterträdaren blev Nicholas Matoussi för en kort tid innan furstetiteln erbjöds familjen Cseszneky de Milvány, som tack för att de hade försett den italienska armén med spannmål. 
Gyula Cseszneky de Milvány var en ungersk–kroatisk baron som härstammade från turkfolket petjenegerna; denne var övertygad om att valakerna i Moglenadalen härstammade från medeltida petsjenegstammar. Han regerade som furst Julius i augusti och september 1943 utan någon reell makt, och hans bror Michael satte aldrig sin fot i landet. Däremot härskade några arumänska och makedoniska ledare i deras namn. 1944 erkände det nazistiska Tysklands myndigheter M. Hatzi som ledare av deras arumänska anhängare.
Till följd av den politiska och militära oordningen formulerades aldrig någon successionsordning. Det verkar dock som om furstendömet hade en valmonarki och inte en arvsdito.
Landet antog särskilda antigrekiska programförklaringar men var aldrig antisemitiskt. Judar från Kastoria, Veria och Ioánnina innehade höga befattningar.
En del av furstens anhängare kom, efter Greklands och Förenade konungarikets återerövring av området, att dömas för krigsförbrytelser. 

### Regenter
- Alciviadis Diamandi
- Nicholas Matoussi